# Obala Maka Dizdara (Sarajevo)
Obala Maka Dizdara je šetnica u Sarajeva, koja se nalazi na području općina Centar. Smještena je na lijevoj obali Miljacke i vodi od Skenderije i Eiffelovog mosta na zapadu do ulice i mosta Čobanija na istoku. 
Šetnica nosi ime po Mehmedaliji Maku Dizdaru, bosanskohercegovačkom književniku.

## Povijest
Saobraćajnica je nastala 1910. kao Filipovićeva obala, a nazvana je po austrijskom baronu Josipu Filipoviću, generalu vojske koja je 1878. okupirala Sarajevo i Bosnu i Hercegovinu, započevši četrdesetogodišnju austrougarsku upravu.
Ime joj je 1919. promijenjeno u Zvonimirova obala, po hrvatskom kralju kojeg su ubili podanici jer je svoju politiku vezao za Rim. Od 8. lipnja 1948. nosila je ime po Otokaru Ćiri Keršovaniju, zagrebačkom publicisti, marksisti i političkom aktivisti kojeg su ustaše strijeljale 1941. godine. Po jednom od najznačajnijih bosanskohercegovačkih pjesnika Mehmedaliji Maku Dizdaru obala je nazvana 19. svibnja 1994. godine.
U ovoj, jednoj od najljepših sarajevskih šetnica, smještene su brojne važne institucije, poput: monumentalne zgrade Akademije likovnih umjetnosti i čuvenog mosta Festina lente, Ministarstva kulture i športa Federacije Bosne i Hercegovine, veleposlanstva Grčke, Srbije i Irana, kao i nekoliko ugostiteljskih objekata.

## Vanjske povezice
- Obala Maka Dizdara